# Goshogawara
Goshogawara (五所川原市 Goshogawara-shi?) es una ciudad localizada en la prefectura de Aomori, Japón. En junio de 2019 tenía una población estimada de 51.908 habitantes y una densidad de población de 128 personas por km². Su área total es de 404,20 km².

## Historia
Goshogawara se fundó el 1 de abril de 1889. Se convirtió en pueblo en 1898 y en ciudad el 1 de octubre de 1954. El 28 de marzo de 2005, Kanagi y Shiura, ambos pertenecientes al distrito de Kitatsugaru, se fusionaron con Goshogawara.

## Geografía

### Localidades circundantes
- Prefectura de Aomori
  - Aomori
  - Imabetsu
  - Itayanagi
  - Nakadomari
  - Sotogahama
  - Tsugaru
  - Tsuruta
  - Yomogita

## Demografía
Según los datos del censo japonés, esta es la población de Goshogawara en los últimos años.
| 1995   | 2000   | 2005   | 2010   | 2015   |
| ------ | ------ | ------ | ------ | ------ |
| 63.383 | 63.208 | 62.181 | 58.421 | 55.181 |